# クリーム10号

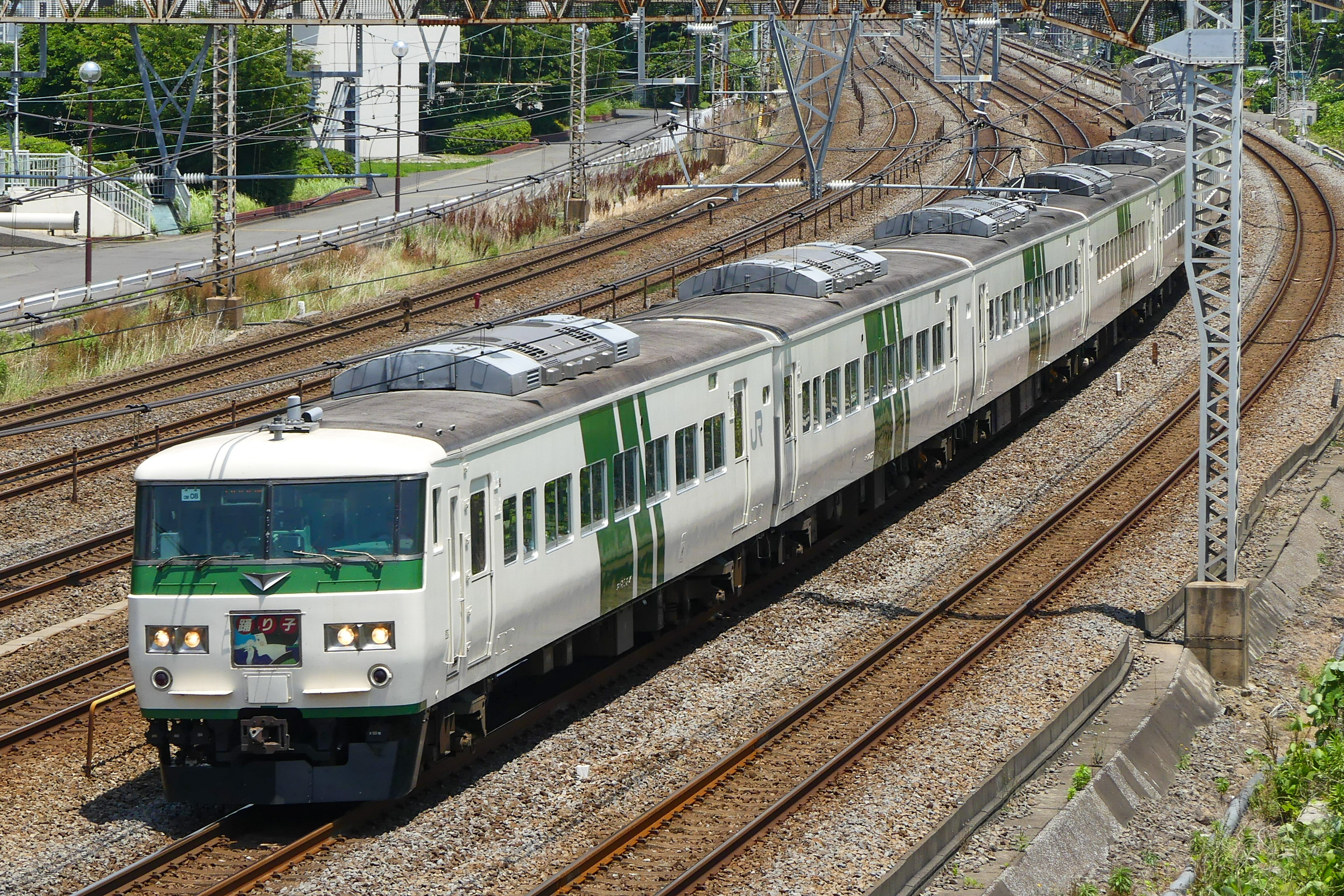
クリーム10号を地色とした国鉄185系電車

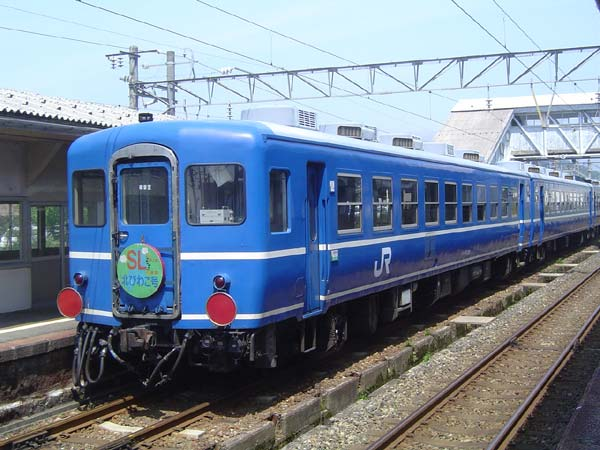
クリーム10号を帯色に使用する12系客車

クリーム10号（クリーム10ごう）は、日本国有鉄道（国鉄）が定めた色名称の1つである。

## 概要
慣用色名称は「アイボリーホワイト」で、「クリーム」と称するものの赤味は少なく、かなり白やベージュに近い色である。
1964年（昭和39年）に登場した新幹線0系電車の車体外板色として初めて採用され、在来線用車両では1981年（昭和56年）の185系電車の地色として採用されている。
特急形・急行形客車や身延線色の帯などにも使用されているが、面積があまり広くない上、いずれも地色に濃い色が採用されており、相対的に明るく感じるため、「白い帯」と思われることが多い。
この他、分割民営化の前後にイメージチェンジを図るべく、各地の鉄道管理局やJR旅客会社の支社で「地域色」が考案され、在来車輛の塗装変更が行なわれたが、その際、地色としてクリーム10号が使用されるケースが多かった。

## 使用車両
- 0系新幹線電車（車体色。初採用）
- 200系新幹線電車（車体色）
- キハ47形・キハ147形（九州色）
- 111系電車（JR四国車）
- 115系電車（身延線用車の登場時の帯色）
- 119系電車（するがシャトル塗装車）
- クモハ123形電車（車体色）
- クモユニ143形電車（帯色・115系に同じ）
- クロ157形電車（車体色）
- 165系・169系電車（旧長野色の車体色）
- 185系電車（車体色）
- 401系・403系・415系・421系・423系電車（車体色）
- 413系電車（帯色）
- 417系電車（車体色）
- 419系電車（帯色）
- 451系・453系・455系・457系・471系・475系電車（仙台・九州地区の車体色・北陸地区の帯色）
- 713系電車（車体色）
- 715系電車（車体色）
- 717系電車（車体色）
- 12系客車（帯色。在来線車両初採用）
- 14系14形客車（帯色）
- 24系24形客車（帯色）

## 近似色
- 小田急ケイプアイボリー
小田急電鉄の通勤形車両において、1969年から採用された地色である。近似色と呼ばれる中ではかなり近い色で、グリーンマックスから発売されている鉄道模型用の塗料においても、クリーム10号の近似色に指定されている。
- 東武ジャスミンホワイト
東武鉄道の通勤形電車に、1985年以降採用された地色で、現在も8000系などで使用中。
- 京王アイボリー
京王電鉄の初代5000系以降の京王線系統の車両で採用された地色。
- 近鉄シルキーホワイト
近畿日本鉄道の通勤形電車の地色。1986年登場の3200系から採用。
- 阪急アイボリー
阪急電鉄の車両のうち、6300系や8000系列などの屋根下に施されているアイボリー塗装。現在、6000系列以降の全車両及び5000系がこの塗装を施している。
- 白3号
- 灰色9号